# Darbydale (Ohio)
Darbydale es un lugar designado por el censo ubicado en el condado de Franklin en el estado estadounidense de Ohio. En el Censo de 2010 tenía una población de 793 habitantes y una densidad poblacional de 309,58 personas por km².

## Geografía
Darbydale se encuentra ubicado en las coordenadas 39°51′21″N 83°10′30″O / 39.85583, -83.17500. Según la Oficina del Censo de los Estados Unidos, Darbydale tiene una superficie total de 2.56 km², de la cual 2.56 km² corresponden a tierra firme y (0.2%) 0.01 km² es agua.

## Demografía
Según el censo de 2010, había 793 personas residiendo en Darbydale. La densidad de población era de 309,58 hab./km². De los 793 habitantes, Darbydale estaba compuesto por el 97.23% blancos, el 0.38% eran afroamericanos, el 0.38% eran amerindios, el 0% eran asiáticos, el 0% eran isleños del Pacífico, el 0.5% eran de otras razas y el 1.51% pertenecían a dos o más razas. Del total de la población el 0.88% eran hispanos o latinos de cualquier raza.